# Arno Deister
Arno Deister (* 13. November 1957 in Karlsruhe) ist ein deutscher Psychiater, Psychotherapeut, Psychosomatiker und Neurologe. Von 1996 bis 2021 war er Chefarzt des Zentrums für Psychosoziale Medizin des Klinikums Itzehoe.  2017/2018 war er Präsident der Deutschen Gesellschaft für Psychiatrie und Psychotherapie, Psychosomatik und Nervenheilkunde (DGPPN; e.V, Berlin).

## Leben
Deister studierte von 1976 bis 1982 an den Universitäten in Aachen und Köln Medizin und wurde 1984 an der RWTH Aachen zum Thema Audiovisuelle Selbstkonfrontation bei Schizophrenie promoviert.
Es folgten Weiterbildungen an den Universitäten Köln und Bonn. 1994 habilitierte sich Deister mit der Längsschnittstudie Subtypen schizophrener Psychosen – Ein Vergleich verschiedener diagnostischer Systeme unter besonderer Berücksichtigung des Langzeitverlaufs.
Von 1990 bis 1996 war Deister zunächst in der Funktion als Oberarzt, später als Leitender Oberarzt am Universitätsklinikum Bonn tätig. Ab 1994 war er Kommissarischer Direktor des Instituts für Medizinische Psychologie der Universität Bonn. 1996 folgte der Wechsel an das Klinikum Itzehoe, wo er seitdem als Chefarzt des Zentrums für Psychosoziale Medizin tätig ist. Von 2000 bis 2003 sowie von 2006 bis 2012 war er Ärztlicher Direktor des Klinikums Itzehoe.
2004 erhielt Deister den Titel außerplanmäßiger Professor an der Christian-Albrechts-Universität zu Kiel. Lehrtätigkeiten übte Deister darüber hinaus auch an zahlreichen Weiterbildungsinstituten für Psychotherapie sowie im Rahmen der DGPPN aus. Deister ist Autor zahlreicher Werke im Bereich der Psychiatrie und Psychotherapie, darunter das Lehrbuch Psychiatrie , Psychosomatik und Psychotherapie (Möller, Laux & Deister; erschienen in der Dualen Reihe des Thieme-Verlags). Insgesamt hat Deister mehr als 200 wissenschaftliche Arbeiten zu psychiatrischen und zu gesundheitspolitischen Themen verfasst. Seine wissenschaftlichen Schwerpunkte liegen in den Bereichen Verlaufsforschung bei psychotischen Erkrankungen, medizinischer Psychologie, Sozialpsychiatrie und Gesundheitspolitik.
Deister war federführend an dem Projekt der Einführung eines „Regionalen Psychiatriebudgets“ beteiligt in Itzehoe beteiligt. Die daraus entstandenen Modellprojekte gemäß §64b SGB V sind heute in 22 Regionen in Deutschland umgesetzt und haben zu entsprechenden Veränderungen im SGB V geführt.
Bis 2012 war Deister zeitweise im Vorstand des 6K-Krankenhausverbundes in Schleswig-Holstein, in dem er zwischen 2000 und 2002 den Vorsitz hatte. Bis 2014 war er Mitglied im Geschäftsführenden Ausschuss des Arbeitskreises der Chefärztinnen und Chefärzte psychiatrischer und psychotherapeutischer Allgemeinkrankenhäuser in Deutschland (ackpa). 2012 wurde Deister als Vertreter psychiatrischer Kliniken an Allgemeinkrankenhäusern in den Vorstand der Deutschen Gesellschaft für Psychiatrie, Psychotherapie und Nervenheilkunde (DGPPN) gewählt. Im November 2014 wurde er zum President elect der DGPPN gewählt und war damit für die Jahre 2017 und 2018 der Präsident dieser wissenschaftlichen Fachgesellschaft. Nach seiner Präsidentschaft war er noch bis Ende 2021 Mitglied im Vorstand der DGPPN.
im Juni 2021 wurde Deister zum Vorsitzenden der Steuerungsgruppe des Aktionsbündnisses Seelische Gesundheit gewählt.